# Уст (река)
Уст (фр. Oust) је река у Француској. Дуга је 145 km. Улива се у Вилен. 